# 松江省
松江省（しょうこうしょう）は、中華民国にかつて存在した省。中国東北の東九省の一部をなし、省都は牡丹江市に置かれた。

## 地理
北は合江省及び嫩江省、西は遼北省、南は朝鮮半島、北はソビエト連邦に接し、現在の吉林省延辺朝鮮族自治州の大部分、黒竜江省牡丹江市の大部分、通河及び依蘭以南地区に相当する。

## 歴史
1945年（民国34年）、日本の敗戦に伴い満洲国が崩壊すると、9月4日、国民政府は松江省省長を任命、省都をハルビン市とした。1946年（民国35年）2月1日には通河県を合江省に移管している。1947年（民国36年）6月5日、国民政府は東北9省の行政区域を正式に発表、牡丹江省、浜江省、三江省の一部地域に松江省を新設、省会を牡丹江市に設置、下部に2市15県を管轄した。
しかし国共内戦が激化した1946年（民国35年）、4月23日には松江省政府主席関吉玉が松江省を放棄しており、国民政府による実際の行政統治は実施されず、中国共産党による軍政が施行されることとなった。

## 行政区画
- 市
  - 牡丹江市
  - 延吉市
- 県
  - 阿城県
  - 葦河県
  - 延吉県
  - 延寿県
  - 汪清県
  - 琿春県
  - 珠河県
  - 綏芬県
  - 東寧県
  - 寧安県
  - 賓県
  - 方正県
  - 穆棱県
  - 和竜県